# Soloe tripunctata
Soloe tripunctata là một loài bướm đêm thuộc họ Erebidae. Loài này có ở Tanzania.